# Grote Scheldeprijs 1990
Il Grote Scheldeprijs 1990, settantaseiesima edizione della corsa, si svolse il 17 aprile per un percorso di 199 km, con partenza ed arrivo a Schoten. Fu vinto dall'olandese John Talen della squadra Panasonic-Sportlife davanti ai belgi Eric Vanderaerden e Johan Museeuw.

## Ordine d'arrivo (Top 10)
| Pos. | Corridore          | Squadra                           | Tempo    |
| ---- | ------------------ | --------------------------------- | -------- |
| 1    | John Talen         | Panasonic-Sportlife               | 4h42'09" |
| 2    | Eric Vanderaerden  | Buckler                           | s.t.     |
| 3    | Johan Museeuw      | Lotto-Superclub                   | s.t.     |
| 4    | Gino De Backer     | IOC-Tulip Computers               | s.t.     |
| 5    | Adrie van der Poel | Weinmann-SMM Uster                | s.t.     |
| 6    | Johan Capiot       | TVM-Yoko                          | s.t.     |
| 7    | Hendrik Redant     | Lotto-Superclub                   | s.t.     |
| 8    | Danny Neskens      | La William-Saltos-Fodua-Euroclean | s.t.     |
| 9    | Wilfried Peeters   | Histor-Sigma                      | s.t.     |
| 10   | Chris Scharmin     | La William-Saltos-Fodua-Euroclean | s.t.     |